# Diskografie Bryana Adamse
Diskografie Bryana Adamse uvádí seznam doposud vydaných alb kanadského rockového hudebníka Bryana Adamse, jehož debutové album Bryan Adams vyšlo v roce 1980. Poté následovalo celkem dvanáct studiových desek, přičemž zatím poslední Get Up! byla vydána roku 2015. Mimo to Adams vydal pět koncertních alb, šest kompilací a dva soundtracky.

## Studiová alba
| Rok  | Název a podrobnosti                                                             | Ocenění |
| ---- | ------------------------------------------------------------------------------- | --- |
| 1980 | Bryan Adams - Vydáno: 12. února 1980 - Vydavatelství: A&M Records               | |
| 1981 | You Want It You Got It - Vydáno: 21. července 1981 - Vydavatelství: A&M Records | - Kanada: Zlatá deska |
| 1983 | Cuts Like a Knife - Vydáno: 18. ledna 1983 - Vydavatelství: A&M Records         | - Kanada: 3× Platinová deska - Austrálie: Zlatá deska - Švýcarsko: Zlatá deska - UK: Stříbrná deska - USA: Platinová deska |
| 1984 | Reckless - Vydáno: 5. listopadu 1984 - Vydavatelství: A&M Records               | - Kanada: Diamantová deska - Austrálie: Platinová deska - Rakousko: Zlatá deska - Německo: Zlatá deska - Nizozemsko: Platinová deska - Švýcarsko: Platinová deska - UK: 3× Platinová deska - USA: 5× Platinová deska            |
| 1987 | Into the Fire - Vydáno: 30. března 1987 - Vydavatelství: A&M Records            | - Kanada: 3× Platinová deska - Švýcarsko: Platinová deska - UK: Zlatá deska - USA: Platinová deska |
| 1991 | Waking Up the Neighbours - Vydáno: 24. září 1991 - Vydavatelství: A&M Records   | - Kanada: Diamantová deska - Austrálie: Platinová deska - Rakousko: Platinová deska - Německo: Platinová deska - Nizozemsko: Platinová deska - Švýcarsko: 4× Platinová deska - UK: 3× Platinová deska - USA: 4× Platinová deska |
| 1996 | 18 til I Die - Vydáno: 4. června 1996 - Vydavatelství: A&M Records              | - Kanada: 3× Platinová deska - Austrálie: 3× Platinová deska - Rakousko: Zlatá deska - Německo: Zlatá deska - Švýcarsko: Platinová deska - UK: 2× Platinová deska - USA: Platinová deska                                        |
| 1998 | On a Day Like Today - Vydáno: 27. října 1998 - Vydavatelství: A&M Records       | - Kanada: 2× Platinová deska - Austrálie: Zlatá deska - Německo: Zlatá deska - Švýcarsko: Platinová deska - UK: Zlatá deska |
| 2004 | Room Service - Vydáno: 10. září 2004 - Vydavatelství: Polydor Records           | - Kanada: Platinová deska - Německo: Zlatá deska - Švýcarsko: Zlatá deska - UK: Zlatá deska |
| 2008 | 11 - Vydáno: 17. března 2008 - Vydavatelství: Polydor Records                   | - Švýcarsko: Zlatá deska - UK: Stříbrná deska |
| 2014 | Tracks of My Years - Vydáno: 30. září 2014 - Vydavatelství: Polydor Records     | - Kanada: Zlatá deska |
| 2015 | Get Up! - Vydáno: 19. října 2015 - Vydavatelství: Polydor Records               | - UK: Stříbrná deska |
| 2019 | Shine a Light - Vydáno: 1. března 2019 - Vydavatelství: Polydor Records         | |

## Koncertní alba
| Rok  | Název a podrobnosti                                                              | Ocenění |
| ---- | -------------------------------------------------------------------------------- | --- |
| 1988 | Live! Live! Live! - Vydáno: 1988 - Vydavatelství: A&M Records                    | - Kanada: Zlatá deska - UK: Stříbrná deska                                                                                 |
| 1997 | Unplugged - Vydáno: 9. prosince 1997 - Vydavatelství: A&M Records                | - Austrálie: Zlatá deska - Rakousko: Zlatá deska - Německo: Zlatá deska - Švýcarsko: Platinová deska - UK: Platinová deska |
| 2003 | Live at the Budokan - Vydáno: 6. června 2003 - Vydavatelství: A&M Records        | |
| 2010 | Bare Bones - Vydáno: 16. listopadu 2010 - Vydavatelství: Polydor Records         | - Kanada: Zlatá deska |
| 2013 | Live at Sydney Opera House - Vydáno: 30. srpna 2013 - Vydavatelství: A&M Records | |

## Kompilační alba
| Rok  | Název a podrobnosti                                                      | Ocenění |
| ---- | ------------------------------------------------------------------------ | --- |
| 1988 | Hits on Fire - Vydáno: 1988 - Vydavatelství: A&M Records                 | |
| 1993 | So Far So Good - Vydáno: 2. listopadu 1993 - Vydavatelství: A&M Records  | - Kanada: 6× Platinová deska - Austrálie: 11× Platinová deska - Rakousko: 2× Platinová deska - Německo: 2× Platinová deska - Nizozemsko: 2× Platinová deska - Norsko: 3× Platinová deska - Švýcarsko: 4× Platinová deska - UK: 3× Platinová deska - USA: 5× Platinová deska |
| 1999 | The Best of Me - Vydáno: 15. listopadu 1999 - Vydavatelství: A&M Records | - Kanada: 3× Platinová deska - Austrálie: Platinová deska - Rakousko: Zlatá deska - Německo: Zlatá deska - Norsko: Zlatá deska - Švýcarsko: Platinová deska - UK: 3× Platinová deska                                                                                        |
| 2005 | Anthology - Vydáno: 18. října 2005 - Vydavatelství: Polydor Records      | - Kanada: 2× Platinová deska - UK: Platinová deska |
| 2017 | Ultimate - Vydáno: 3. listopadu 2017 - Vydavatelství: Polydor Records    | |

## Soundtracky
| Rok  | Název a podrobnosti                                                                    |
| ---- | -------------------------------------------------------------------------------------- |
| 2002 | Spirit: Stallion of the Cimarron - Vydáno: 4. května 2002 - Vydavatelství: A&M Records |
| 2005 | Colour Me Kubrick - Vydáno: 2005 - Vydavatelství: Universal Music Group                |